# Rectoquasiendothyra
Rectoquasiendothyra es un género de foraminífero bentónico considerado como nomen nudum e invalidado, aunque considerado perteneciente a la subfamilia Endothyrinae, de la familia Endothyridae, de la superfamilia Endothyroidea, del suborden Fusulinina y del orden Fusulinida. Su rango cronoestratigráfico abarcaba desde el Carbonífero hasta el Pérmico.

## Discusión
Clasificaciones más recientes hubiesen incluido Rectoquasiendothyra en el suborden Endothyrina, del orden Endothyrida, de la subclase Fusulinana de la clase Fusulinata. Rectoquasiendothyra fue propuesto como un subgénero de Quasiendothyra, es decir, Quasiendothyra (Rectoquasiendothyra).

## Clasificación
En Rectoquasiendothyra no se ha considerado ninguna especie.